# Lora Aborn
Lora Aborn Busck (* 30. Mai 1907 in New York City, Vereinigte Staaten; † 25. August 2005 in Chicago, Vereinigte Staaten) war eine US-amerikanische Organistin und Komponistin.

## Leben
Lora Aborns Eltern waren C. Walton und George Aborn. Ihre Mutter war Klavierlehrerin und ihren ersten musikalischen Unterricht erhielt sie von ihr. Sie begann ihre musikalische Ausbildung an der Effa Ellis Perfield School of Music in New York. Ihr erstes Konzert, bei dem sie eigene Kompositionen aufführte, gab sie mit zehn Jahren in der Wannamaker Hall in New York. Im Alter von dreizehn Jahren starb ihre Mutter. Daraufhin lebte Lora Aborn während ihrer High-School-Zeit bei ihrer Großmutter in Kalifornien. Hier nahm sie Klavier- und Gesangsunterricht und spielte in einer Jazzband. Nach dem Schulabschluss studierte sie am Oberlin Conservatory of Music bei Komposition bei George W. Andrews und am American Conservatory of Music in Chicago bei John Palmer. Daneben belegte sie Kurse in Klavier und Musiktheorie. Bei ihrer Graduation erhielt sie eine Goldmedaille im Fach Komposition. In Chicago heiratete sie den Antiquar Harry Busck. Lora Aborn war viele Jahre Organistin und Musikdirektorin am Unity Temple in Oak Park.
Sie starb im North Western Memorial Hospital in Chicago.

## Werke
Sie schrieb Werke in den verschiedenen Genres Ballett, Oper, Vokalmusik und Orchestermusik, die weltweit aufgeführt wurden. Sie schrieb fünf Ballette, zahlreiche Solotänze, Stücke für Kammerchor und zwei Operneinakter.
- Songs for Chatka, nine nursery rhymes für mittlere oder hohe Stimme und Klavierbegleitung, Classical Vocal Reprints, Fayetteville, Arkansas, 2005 OCLC 489110045 I The north wind doth blow II Hickory dickory dock III Rub a dub dub IV Ding, dong, bell V Hey diddle diddle VI Twinkle, twinkle, little star VII Sleep, baby, sleep! VIII Sing a song of sixpence IX Night is come.
- Make me an intrument of thy peace (nach dem Gebet des heiligen Franziskus) für Mezzosopran und Klavier, eingespielt von Jennifer Larmore und Antoine Palloc OCLC 662109489
- Shall I compare thee to a summer’s day für Mezzosopran und Klavier, eingespielt von Jennifer Larmore und Antoine Palloc OCLC 662109484
- ‘Tis winter now für Mezzosopran und Klavier, eingespielt von Jennifer Larmore und Antoine Palloc OCLC 662109477
- Alleluia Motet
- The secret life of Walter Mitty[3]
- Such stuff that dreams are made on, für Bariton, Streicher und Orgel[4]
- The mystic Trumpeter für Bariton, Trompete und Orgel, Text: Walt Whitman, dem Organisten Dexter Bailey gewidmet.[2][5]